# Avia BH-25
L'Avia BH-25 fu un aereo da trasporto passeggeri, monomotore e biplano, sviluppato dall'azienda aeronautica cecoslovacca Avia Akciová Společnost Pro Průmysl Letecký negli anni venti.
Destinato al mercato dell'aviazione civile, ottenendo anche un discreto successo commerciale con 12 esemplari costruiti di cui sei acquistati in Romania, venne realizzato in due versioni ben distinguibili dal diverso naso, il prototipo BH-25L che impiegava un Motore W18 raffreddato a liquido e la BH-25J avviata alla produzione in serie, equipaggiata con un motore radiale raffreddato ad aria.

## Storia del progetto
Nei primi anni venti, l'incremento delle attività delle compagnie aeree in Cecoslovacchia esortarono l'Avia ad avviare lo sviluppo di un nuovo modello dalla capacità tra i 5 e gli 8 posti a sedere da proporre sul mercato nazionale ed internazionale adatto ad operare voli passeggeri sulle rotte dell'Europa centrale.
Il progetto, affidato alla supervisione dell'ingegnere Pavel Beneš con la collaborazione di Miroslav Hajn, era relativo ad un modello dall'aspetto convenzionale per l'epoca, un monomotore in configurazione traente con velatura biplana e carrello d'atterraggio fisso, con cabina di pilotaggio aperta a due posti affiancati e scompartimento per passeggeri e merci chiuso in fusoliera. In sede di progetto, al fine di soddisfare le differenti esigenze dei committenti, fu previsto di installare un castello motore in grado di accogliere sia un propulsore raffreddato a liquido che un motore radiale raffreddato ad aria, meno pesante e con costi di mantenimento più contenuti.
Il prototipo, equipaggiato con un Lorraine 12C, 18 cilindri a W raffreddato a liquido, venne presentato al pubblico nel 1927 in occasione dell'Air Show di Praga, manifestazione aeronautica che si svolse dal 4 al 16 giugno di quell'anno.

## Impiego operativo
Nel corso del 1927 il prototipo BH-25ČLS fu utilizzato dalla compagnia Československé státní aerolinie sulla linea aerea Berlino-Dresda-Praga-Vienna con esiti positivi. Ad esso seguirono sei velivoli della versione BH-25J (matricole da L-BABB a L-BABF) equipaggiati con il propulsore radiale Walter Jupiter IV da 330 kW. L'introduzione del nuovo più leggero propulsore consentì una significativa riduzione del peso e l'aumento del carico utile a sei passeggeri. Nel maggio del 1929 si registrò il primo incidente, quando il velivolo matricola L-BABD precipitò in Germania, nelle vicinanze della città di Kassel, e a causa di questo incidente il 7 giugno dello stesso anno il servizio fu annullato.
Nel corso del 1930 i rimanenti aerei ricevettero la nuova immatricolazione da OK-ABA-OK-ABF, e furono utilizzati prevalentemente sulla rotta Praga-Rotterdam. L'esemplare OK-ABC fu ceduto all'azienda Bata nel corso del 1931, mentre l'OK-ABF fu ceduto nel 1933 all'Aeroclub sportivo Vysokoškolského, venendo definitivamente radiato dal servizio il 14 ottobre dello stesso anno.

### L'impiego in Romania

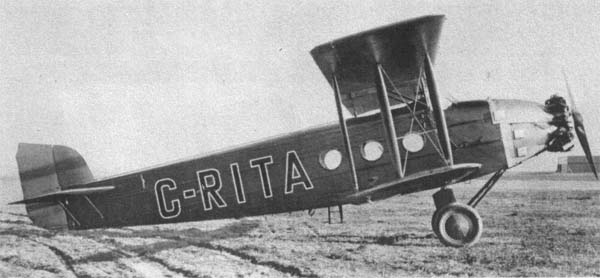
Il BH25J marche C-RITA.

Nel corso del 1927 la compagnia rumena SNNA ordinò sei esemplari della versione BH-25J equipaggiata con propulsore Gnome-Rhône Jupiter 9Ady erogante la potenza 330 kW. Per l'utilizzo in territorio rumeno il Ministero dei lavori pubblici assegnò agli aerei le matricole L-BITA, -BIXA, -BIBI, -BOUI, -BOVA e -BENO, successivamente cambiate in C-RIBI, C-RITA, C-RIXA, C-ROIU, C-ROVA e C-RENO. I sei aerei furono utilizzati inizialmente sulla rotta carpatica da Bucarest a Cluj (ottobre-novembre 1928) successivamente prolungata a Užhorod e Košice dopo la firma di un accordo di cooperazione con la compagnia ČSA. In seguito i motori Gnome-Rhône Jupiter 9Ady furono sostituiti dai meno potenti Armstrong Siddeley Jaguar 3A da 380 hp, e la tangenza massima fu ridotta da 5 000 a 3 000 metri, così come minore risultò la velocità di crociera.
Nel 1930 la compagnia SSNA fu assorbita dalla LARES che immise in servizio i quattro rimanenti velivoli con l'immatricolazione CV-ANA, CV-ADI, CV-AVA e CV-AUP. Gli aerei rimasero in servizio fino al 1937 quando furono sostituiti dai più moderni bimotori Lockheed L-10 Electra.

## Versioni
BH-25ČLS
prototipo equipaggiato con motore W18 Lorraine 12C, realizzato in un esemplare, in seguito convertito allo standard BH-25J.
BH-25J
designazione assegnata ai BH-25 equipaggiati con motore radiale Bristol Jupiter di produzione Walter, realizzato in 11 esemplari più la conversione dal prototipo BH-25L. I sei esemplari destinati all'utilizzo in Romania ricevettero il propulsore Gnome-Rhône Jupiter 9Ady da 420 hp.

## Utilizzatori

### Civili
Cecoslovacchia
- Československé státní aerolinie (ČSA)

 Romania
- Serviciul Național de Navigație Aeriană (SNNA)
- LARES

### Militari
Romania
- Aeronautica Regală Românã
- Forțele Aeriene Regale ale României

## Esemplari esistenti
Una copia dell'Avia BH-25J è esposta presso il museo dell'aeroporto internazionale "Václav Havel" di Praga.

### Annotazioni
1. ↑  L'aereo precipitò a causa della cattive condizioni atmosferiche su una collina alta quattrocento metri all'interno di una foresta vicino a Eiterhagen. Nell'incidente morirono Ondrej Leitkep (pilota), Rudolf Holic (meccanico) e Franz Peters (passeggero).
2. ↑  Terzo velivolo di produzione.
3. ↑  Secondo alcune fonti due aerei furono ceduti alla Forțele Aeriene Regale ale României per essere utilizzati come velivoli da trasporto e collegamento, e risultavano ancora in servizio nel 1940.

### Fonti
1. ↑  Flight, 16 June 1927, p. 393.
2. 1 2 3 4 5  Taylor 1989, p. 86.
3. 1 2  Flight, 16 June 1927, p. 384.
4. ↑  Flight, 9 June 1927, p. 392.

### Periodici
- (EN) The "Avia" Commercial and Military Machines, in The Prague Aero Show: Some of the Czechoslovak Exhibits, Flight, No, 963. (No. 23, Vol. XIX), 9 giugno 1927,  pp. 383-384.
- (EN) The "Avia" Commercial and Military Machines, in The Prague Aero Show: Some of the Czechoslovak Exhibits, Flight, No, 964. (No. 24, Vol. XIX), 16 giugno 1927,  pp. 392-393.